# Chokanahalli, Krishnarajpet
Chokanahalli là một làng thuộc tehsil Krishnarajpet, huyện Mandya, bang Karnataka, Ấn Độ.